# Liolaemus bibronii
Liolaemus bibronii är en ödleart som beskrevs av  Bell 1843. Liolaemus bibronii ingår i släktet Liolaemus och familjen Tropiduridae. Inga underarter finns listade i Catalogue of Life.